# Đàm Vĩnh Hưng
Huỳnh Minh Hưng, thường được biết đến với nghệ danh Đàm Vĩnh Hưng (sinh ngày 2 tháng 10 năm 1971), là một nam ca sĩ người Việt Nam. Anh bắt đầu được công chúng biết đến vào những năm đầu của thập niên 2000 với ca khúc hit đầu tiên "Bình minh sẽ mang em đi" vào năm 2001. Trong suốt sự nghiệp của mình, anh đã giành được hai giải Cống hiến.

## Tiểu sử và sự nghiệp
Đàm Vĩnh Hưng quê gốc ở Điện Bàn, tỉnh Quảng Nam, ông nội là người có nguồn gốc Việt – Pháp, bà nội có nguồn gốc Phúc Kiến, mẹ là người Quảng Nam. Đàm Vĩnh Hưng còn có một người em ruột. Sinh trưởng tại Sài Gòn trong một gia đình Công giáo dòng, anh thường tham gia các hoạt động của ca đoàn nhà thờ từ nhỏ.
Thuở nhỏ, Đàm Vĩnh Hưng học tại Trường Trung học cơ sở Ngô Quyền và Trường Trung học phổ thông Nguyễn Thượng Hiền tại quận Tân Bình, Thành phố Hồ Chí Minh. Với thời tuổi trẻ cơ cực và khó khăn, anh đã làm nhiều nghề để sinh sống như hớt tóc và làm tóc cũng như hát phụ trong những chương trình ca nhạc.
Đàm Vĩnh Hưng tham gia sinh hoạt văn nghệ từ Câu lạc bộ Ca Sĩ Trẻ tại Trung tâm Văn hóa quận 10 từ năm 1991. Sau khi đoạt giải nhất cuộc thi tuyển chọn giọng ca trẻ do Công ty Văn hóa quận 10 tổ chức tại công viên Hồ Kỳ Hòa năm 1992, Đàm Vĩnh Hưng chính thức đi vào con đường ca hát chuyên nghiệp. Anh đã tự học đàn, tự nghiên cứu tài liệu để được làm quen với ký xướng âm và cả phong cách biểu diễn. Năm 1998, sau 8 lần đi thi, Đàm Vĩnh Hưng đoạt Giải tư Tiếng hát truyền hình Thành phố Hồ Chí Minh, lúc đó là một cuộc thi ca nhạc uy tín và chất lượng. Năm 1999, Đàm Vĩnh Hưng đã vượt qua 300 thí sinh để lọt vào danh sách 10 giọng ca có triển vọng của Trung tâm ca nhạc nhẹ Sài Gòn.
Đàm Vĩnh Hưng đoạt giải nhất trong cuộc bình chọn những giọng ca xuất sắc do Câu lạc bộ bạn trẻ nhạc chiều thứ 5 của Nhà hát Bến Thành tổ chức từ tháng 9/2000 – 9/2001. Đây là cột mốc đầu tiên cho sự nghiệp của Đàm Vĩnh Hưng. Cùng với hai ca khúc "Tình ơi xin ngủ yên" và "Bình minh sẽ mang em đi" đã được dư luận yêu thích và chú ý, trở thành cột mốc đáng nhớ khởi đầu sự nghiệp ca hát. Thời kỳ đầu, anh được cho là có giọng hát khàn như ca sĩ hải ngoại Don Hồ đã nổi tiếng trước đó và hát nhạc trẻ với cách hát gằn giọng cuối câu. Thời gian sau, anh chọn nhạc tiền chiến, trữ tình và nhạc vàng để thể hiện.
Hiện nay ngoài việc đi hát, Đàm Vĩnh Hưng còn có một công ty giải trí, một quán ăn, một số thương hiệu sản phẩm (như cháo ăn liền, hải sản...) và làm giám khảo một số chương trình truyền hình.
Đàm Vĩnh Hưng thường PR về sự giàu có của mình, như mất đồng hồ nạm kim cương tiền tỷ, 3 lần mất kim cương, biệt thự penthouse trị giá 5 triệu USD, bộ sưu tập hàng hiệu trị giá vài chục tỷ đồng.

### Khả năng âm nhạc
Theo Đàm Vĩnh Hưng, trong một chương trình, anh thường hát nhiều dòng nhạc khác nhau, đôi khi là sở đoản, để tránh nhàm chán cho khán giả và vì "nếu mình không thử các dòng nhạc khác nhau, mình không thể nào có nhiều khán giả, không thể show nào cũng có mặt. Một điều nữa là để chứng minh mình đa năng, mình hát được nhiều dòng nhạc".

### 2003: Trái tim hát
Trái tim hát là liveshow đầu tiên của Đàm Vĩnh Hưng. Anh phát hành album này vào khoảng đầu tháng 4 năm 2003 với chi phí 680 triệu đồng. Ở vào thời điểm đó, con số này là không nhỏ, nó thể hiện sự đầu tư và nghiêm túc trong hoạt động nghệ thuật của Đàm Vĩnh Hưng. Khách mời của liveshow cũng là những tên tuổi đình đám như: Mỹ Tâm, Hồng Ngọc, Hiền Thục, Nhóm MTV. Trong liveshow đầu tiên của mình, Đàm Vĩnh Hưng và các khách mời đã thể hiện những ca khúc gắn liền với tên tuổi anh lúc bấy giờ như: Say tình, Lạc mất mùa xuân, Cô đơn mình anh, Góc phố rêu xanh,... Với liveshow Trái tim hát, Đàm Vĩnh Hưng đã bắt đầu đặt những bước chân vững chắc của mình trên con đường âm nhạc.

### 2004: Giờ H
Sau thành công của liveshow đầu tiên, năm 2004, với sự ủng hộ của khán giả, Đàm Vĩnh Hưng tiếp tục tổ chức 1 liveshow mang tên Giờ H. Đàm Vĩnh Hưng chia sẻ về cái tên lạ Giờ H một cách đơn giản: "Giờ H là giờ của Hưng, chỉ có Hưng và âm nhạc". Giờ H của Đàm Vĩnh Hưng là những khách mời có tên tuổi: Siu Black, Thanh Lam, Hồng Ngọc, Mỹ Tâm,... Để đầu tư cho ba đêm diễn, Đàm Vĩnh Hưng mời ê-kip cộng tác gồm toàn những nhân vật có "thương hiệu" như đạo diễn Huỳnh Phúc Điền, NSƯT Lê Trường Tiếu thiết kế sân khấu, Hằng Anh Đường (nhóm võ thuật), ABC (nhóm múa). Là một trong những ngôi sao "ăn khách" tại thời điểm đó, Đàm Vĩnh Hưng đã dùng Giờ H để tiếp tục khẳng định "thương hiệu" riêng cho mình.

### 2007: Thương hoài ngàn năm
Cuối tháng 7 năm 2007, Đàm Vĩnh Hưng tổ chức liveshow Thương hoài ngàn năm như một món quà dành tặng những khán giả ở độ tuổi trung niên. Với liveshow này, Đàm Vĩnh Hưng đã "phá vỡ" toàn bộ kết cấu của rạp hát Quốc Thanh dưới sự ủng hộ của Phước Sang để dựng lên một sân khấu hoành tráng, phù hợp với phong cách của những ca khúc bất hủ thập niên 70. Để phù hợp với phong vị của những tình khúc này, Đàm Vĩnh Hưng đã mời tới liveshow của mình cách khách mời như: Hương Lan, Thái Châu, Phương Thanh, Xuân Phú và nhóm Năm Dòng Kẻ,... Với Thương hoài ngàn năm, Đàm Vĩnh Hưng đã chinh phục được một lượng lớn khán giả độ tuổi trung niên – những khán giả khó tính. Cũng từ đây, Đàm Vĩnh Hưng được biết tới với danh hiệu Quý ông nhạc Việt. Không chỉ thế, cái tên Đàm Vĩnh Hưng đã thực sự trở thành "cái mác" bảo chứng cho chất lượng của những liveshow mang tên anh.

### 2008: Dạ tiệc trắng
Rạng sáng 2/10/2008, Mr Đàm đã tự thiết lập hai kỷ lục cho liveshow Việt Nam bằng một Dạ tiệc trắng: Liveshow có thời gian dài nhất và số khách tham dự mặc trang phục trắng đông nhất. Dạ tiệc trắng là liveshow kỷ lục không chỉ của Mr. Đàm mà còn của cả Việt Nam. Nhắc tới Dạ tiệc trắng của Đàm Vĩnh Hưng, người ta nhớ tới 1 liveshow xa hoa bậc nhất trong giới showbiz: Khách mời mặc chỉ một màu trắng, đồ trang trí và ngôi biệt thự lộng lẫy cũng với một màu trắng. Dạ tiệc trắng chính là khởi nguồn cho trào lưu các loại "tiệc màu sắc" sau đó. Ngoài ra, với liveshow này, Đàm Vĩnh Hưng còn lập kỷ lục ca sĩ hát nhiều ca khúc nhất: 54 bài. Dạ tiệc trắng quy tụ những ngôi sao "khủng" như: Lệ Quyên, Hồng Ngọc, Thanh Thảo, Hồ Ngọc Hà, MC Bình Minh. Liveshow độc đáo này đã khẳng định "đẳng cấp" của "Quý ông nhạc Việt" Đàm Vĩnh Hưng.

### 2009: Người tình
Bất chấp cảnh ế ẩm của những liveshow năm 2009, Người tình của Đàm Vĩnh Hưng thật sự là 1 tour diễn xuyên Việt thành công cả về doanh thu lẫn danh tiếng. Trước khi liveshow diễn ra, nhiều người đã đặt nghi vấn và lo ngại dùm Đàm Vĩnh Hưng. Song, anh chỉ nói ngắn gọn: "Tôi tin vào cái tên Đàm Vĩnh Hưng". Với sự xuất hiện đặc biệt của các khách mời: Thanh Lam, Lệ Quyên, Hồng Ngọc, Hoài Linh, Cẩm Ly, Mỹ Lệ, Quang Dũng,... Đàm Vĩnh Hưng đã đem một không gian âm nhạc đặc biệt tới cho khán giả cả nước.

### 2010: Vũ khúc mùa đông
Năm 2010, liveshow Vũ khúc mùa đông của Đàm Vĩnh Hưng đã khiến khán giả thỏa mãn. Đây được xem như một Dạ tiệc trắng thứ hai của Đàm Vĩnh Hưng. Lấy bối cảnh mùa đông Paris, những người có mặt tại White Palace (TP.HCM) tối ngày 3 tháng 12 năm 2010 đã được đưa vào một không gian đầy lãng mạn với đường phố mùa đông tuyết trắng xóa, được tham gia vào một dạ vũ tại một tòa lâu đài tráng lệ. Cũng trong live show này, ca sĩ Đàm Vĩnh Hưng đã chính thức công bố quỹ từ thiện mang tên Mr.Đàm và Em dành cho trẻ em nghèo, trẻ mắc bệnh hiểm nghèo, trẻ bị bỏ rơi tại các bệnh viện.

### 2011: Mr. Đàm By Night 5 – Bước chân miền Trung và Dạ khúc cho tình nhân4
Dạ khúc cho tình nhân 4 – Cuộc tình đã mất được phát hành vào ngày Lễ tình nhân, 12 tháng 4 năm 2011. Đến thời điểm này, Đàm Vĩnh Hưng xác định dự án Dạ khúc cho tình nhân sẽ bao gồm 10 album.
Vào 14 giờ và 19 giờ ngày 16 tháng 7 năm 2011, Đàm Vĩnh Hưng cùng hơn 30 nghệ sĩ công diễn chương trình đặc biệt mang tên Mr. Đàm By Night 5 – Bước chân miền Trung tại Nhà hát Hoà Bình. Điều đặc biệt của liveshow này là các ca sĩ trong chương trình đều xuất thân từ miền Trung, có thể kể đến: NSND Hồng Vân, Ánh Tuyết, Mỹ Lệ, Mỹ Tâm, Cẩm Ly, Quang Dũng, Hồ Ngọc Hà, Dương Triệu Vũ, Lê Cát Trọng Lý, Nguyên Thảo, Mỹ Hạnh, Ngọc Ánh, Hoàng Lê Vi,...
Sau hơn 5 tháng kể từ ngày phát hành CD Cuộc tình đã mất, ngày 26 tháng 7 năm 2011, Đàm Vĩnh Hưng phát hành album do chính tay anh biên tập và trình bày. Album với chủ đề Xót xa nằm trong chuỗi dự án nhạc xưa Dạ khúc cho tình nhân gồm 14 bản tình ca bất hủ của các nhạc sĩ Lam Phương. Châu Kỳ, Tô Thanh Tùng, Lê Trọng Nguyễn, Hoàng Thanh Tâm, Trường Sa, Nguyễn Vũ... Sự thể hiện nồng nàn và sâu lắng của giọng ca Đàm Vĩnh Hưng với phần hòa âm phối khí của các nhạc sĩ Minh Mẫn, Anh Khoa, Vĩnh Tâm, Minh Vy,... Album nhạc xưa thứ 5 Xót xa – nốt nhạc tiếp nối trong Dạ khúc cho tình nhân gồm những ca khúc đang được hàng triệu người Việt say mê như: Xót xa, Biển tình, Ngưu Lang Chức Nữ, Mùa thu trong mưa,... được thể hiện qua chất giọng đầy đam mê và da diết của Mr. Đàm, bên cạnh các giọng ca các giọng ca quen thuộc như Lệ Quyên, Cẩm Ly, Hồng Ngọc và ca sĩ trẻ Hoài Lâm.

### 2012: Số phận – Kỷ niệm 15 năm ca hát

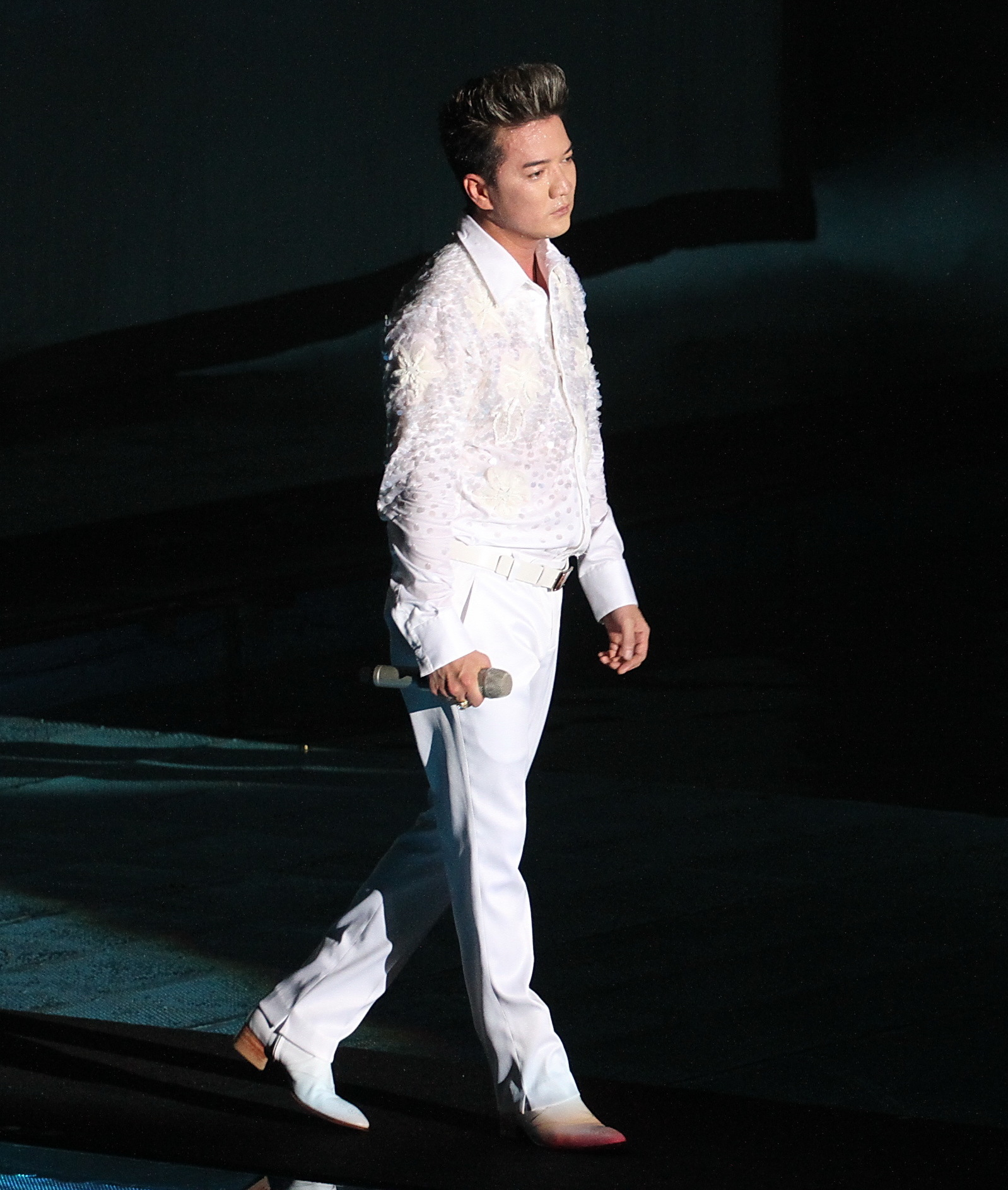
Đàm Vĩnh Hưng tại live show Số phận.

Vào ngày 26 tháng 6 năm 2012, Đàm Vĩnh Hưng tổ chức buổi họp báo giới thiệu chương trình Số phận – liveshow kỷ niệm 15 năm ca hát của anh. Ngày 21 tháng 7 năm 2012 và ngày 22 tháng 7 năm 2012, Đàm Vĩnh Hưng công diễn liveshow Số phận tại Sân khấu Lan Anh, Tp. HCM với sự góp mặt của các ca sĩ Lệ Quyên, Cẩm Ly, Thu Minh, Dương Triệu Vũ, NSƯT Kim Xuân, NSƯT Tú Trinh, Opera Ngọc Huyền, Hương Thảo. Ngày 28 tháng 7 năm 2012, Đàm Vĩnh Hưng trình diễn liveshow Số phận tại Trung tâm Hội nghị Quốc gia với sự góp mặt của các ca sĩ Cẩm Ly, Thu Minh, Mỹ Dung, Dương Triệu Vũ, NSƯT Kim Xuân, NSƯT Tú Trinh, Opera Ngọc Huyền, Hương Thảo. Trưa ngày 17 tháng 12 năm 2012, Đàm Vĩnh Hưng phát hành DVD liveshow Số phận ghi hình 31 tiết mục với nhiều thể loại khác nhau.

### 2013: Xoá tên người tình & Chờ đông
Ngày 8 tháng 8 năm 2013, Đàm Vĩnh Hưng chính thức phát hành bộ đôi album nhạc xưa trong chuỗi dự án Dạ khúc cho tình nhân với cuốn số 6 và số 7 với chủ đề Xoá tên người tình và Chờ đông. Bên cạnh đó, Đàm Vĩnh Hưng cũng phát hành 1.000 phiên bản đặc biệt được bọc nhung, ép nhũ vàng cùng những hình ảnh độc đáo tái hiện khung cảnh Sài Gòn xưa.

### 2014: Thương hoài ngàn năm 2
Ngày 18 tháng 3 năm 2014, Đàm Vĩnh Hưng phát hành album nhạc trẻ với chủ đề Tình buồn của H. Đĩa nhạc gồm 8 ca khúc được sáng tác bởi các nhạc sĩ: Minh Khang, Phú Quang, Nguyễn Hoàng Duy,...và sự góp giọng của nam ca sĩ Dương Triệu Vũ trong bài hát Con yêu.
Ngày 15 tháng 10 năm 2014, Đàm Vĩnh Hưng tiếp tục phát hành album nhạc trẻ mang tên Làm sao anh biết. Album gồm 10 ca khúc của các nhạc sĩ Phương Uyên, Hoàng Nhã, Nguyễn Minh Anh, Hồ Hoài Anh,... ca khúc chủ đề do chính Đàm Vĩnh Hưng sáng tác. Đặc biệt, anh không phát hành album dưới dạng CD thông thường mà thông qua những chiếc thẻ thông minh.
Vào ngày 27 tháng 11 năm 2014, Đàm Vĩnh Hưng tổ chức buổi họp báo giới thiệu liveshow Thương hoài ngàn năm 2 được thực hiện tại Gem Center (Tp. HCM) và JW Marriot Hotel với giá vé từ 2 đến 5 triệu đồng. Tuy nhiên do yêu cầu kỹ thuật của đạo diễn nên liveshow dời địa điểm tổ chức tại Sài Gòn từ Gem Center sang Trung tâm Hội chợ và Triển lãm Sài Gòn – SECC. Liveshow có sự góp mặt của danh ca Bảo Yến, Lệ Quyên, ca sĩ Hồng Ngọc, Hồ Ngọc Hà, Phạm Thu Hà, Dương Triệu Vũ, Giang Hồng Ngọc, Quách Ngọc Ngoan. Sân khấu được thiết kế, dàn dựng thành một khung cảnh tráng lệ trên tổng diện tích 600 mét vuông (chiều ngang 55 mét) kết hợp cùng công nghệ trình chiếu máy phóng hiệu quả 3D. Đàm Vĩnh Hưng từng tổ chức liveshow Thương hoài ngàn năm vào năm 2007, gây được tiếng vang lớn. Với sự dàn dựng của cố đạo diễn Huỳnh Phúc Điền, Thương hoài ngàn năm đã trở thành dấu ấn đẹp trong sự nghiệp của Mr Đàm. Sau 7 năm ấp ủ, Đàm Vĩnh Hưng thực hiện Thương hoài ngàn năm 2 cùng sự hỗ trợ của đạo diễn Trần Vi Mỹ.

### 2015: Khắc, Tình ca mùa đông và Lời con dâng chúa
Chiều ngày 3 tháng 11 năm 2015, Đàm Vĩnh Hưng phát hành album Khắc bao gồm năm bài hát của các nhạc sĩ: Trương Lê Sơn, Thái Thịnh, Duy Mạnh. Ngày 13 tháng 11 năm 2015, Đàm Vĩnh Hưng tiếp tục ra mắt album nhạc thánh ca mang tên Lời con dâng chúa tại một nhà thờ ở quận 10, Tp. HCM.

### 2016: Diamond Show
Vào ngày 13 tháng 9 năm 2016, Đàm Vĩnh Hưng tổ chức buổi họp báo giới thiệu dự án đầu tiên trong chuỗi dự án kỷ niệm 20 năm ca hát mang tên Diamond Show.
Ngày 1 tháng 10 năm 2016 và ngày 2 tháng 10 năm 2016, Đàm Vĩnh Hưng công diễn chương trình Diamond Show tại Nhà hát Hoà Bình. Đêm thứ hai của Diamond Show, các nghệ sĩ Lệ Quyên, Thanh Thảo, Hồng Ngọc, Hồ Ngọc Hà chúc mừng sinh nhật anh ngay trên sân khấu. Ngày 15 tháng 10 năm 2016, Đàm Vĩnh Hưng trình diễn Diamond Show với khán giả thủ đô Hà Nội tại Trung tâm Hội nghị Quốc gia. Diamond Show của Đàm Vĩnh Hưng được rất nhiều nghệ sĩ Việt đến ủng hộ như vợ chồng ca sĩ Lệ Quyên, Quang Linh, Vũ Hà, Quách Tuấn Du, Hàn Thái Tú; hoa hậu Thu Hoài, vợ chồng siêu mẫu Bình Minh, Trang Trần; NSND Kim Cương; diễn viên Ngọc Thanh Tâm, Hiền Mai, La Quốc Hùng, Gia Bảo.

### 2017: Thần tượng Bolero 2017, Sài Gòn Bolero & Hưng, Tình bơ vơ
Ngày 22 tháng 2 năm 2017, ca sĩ Đàm Vĩnh Hưng chính thức xác nhận ngồi ghế huấn luyện viên chương trình truyền hình thực tế Thần tượng Bolero mùa 2 cùng với ba danh ca nổi tiếng của dòng nhạc trữ tình Ngọc Sơn, Lệ Quyên và Quang Lê. Qua 15 tập của chương trình, Đàm Vĩnh Hưng chiêu mộ được 8 thí sinh xuất sắc vào đội của mình: Hellen Thủy, Hoàng Oanh, Chu Hoàng Tuấn, Trương Diễm, Hùng Cường, Võ Duy Thắng, Sỹ Hiếu, Văn Quốc. Vào đêm chung kết ngày 16 tháng 6 năm 2017, Đàm Vĩnh Hưng đã giúp học trò Hellen Thủy đạt giải Quán quân Thần tượng Bolero 2017.
Vào ngày 6 tháng 7 năm 2017, Đàm Vĩnh Hưng tổ chức buổi họp báo giới thiệu dự án nhạc xưa mang tên Sài Gòn Bolero & Hưng. Đây là dự án thứ hai trong kế hoạch kỷ niệm 20 năm ca hát của Đàm Vĩnh Hưng. Liveshow được đầu tư hơn 10 tỷ đồng tái hiện lại thời hoàng kim của dòng nhạc bolero do đạo diễn Trần Vi Mỹ dàn dựng. Chương trình có sự góp mặt của danh ca Hương Lan, Lệ Quyên, Quang Lê, Dương Triệu Vũ, Hoài Lâm, Thu Hằng Bolero. Ngày 5 tháng 8 năm 2017 và ngày 26 tháng 8 năm 2017, Đàm Vĩnh Hưng công diễn liveshow Sài Gòn Bolero & Hưng tại Nhà hát Hoà Bình và Trung tâm Hội nghị Quốc gia.
Song song với việc thực hiện liveshow, ngày 15 tháng 8 năm 2017, Đàm Vĩnh Hưng chính thức phát hành album thứ 8 trong chuỗi ấn phẩm nhạc xưa "Dạ khúc cho tình nhân" mang tên Tình bơ vơ. Đĩa nhạc Đàm Vĩnh Hưng in 20.000 CD Tình bơ vơ trong đợt phát hành đầu tiên, anh cho biết dù chưa phân phối đã bán được 4.000 đĩa sang hải ngoại. Ngày 19 tháng 12 năm 2017, ca sĩ Đàm Vĩnh Hưng phát hành DVD liveshow Sài Gòn Bolero & Hưng ghi lại hơn 40 tiết mục biểu diễn trong chương trình.

### 2018: Gương mặt thân quen, Giọng ca bất bại và Tuyệt đỉnh song ca
Chiều ngày 17 tháng 4 năm 2018, Đàm Vĩnh Hưng tổ chức họp báo tại nhà riêng để ra mắt album nhạc trẻ gồm 5 bài hát với chủ đề Yêu tận cùng, đau tận cùng. Album bao gồm những sáng tác của các nhạc sĩ Hùng Quân. Vào tối ngày 1 tháng 8 năm 2018, Đàm Vĩnh Hưng tổ chức buổi ra mắt music video mới nhất mang tên Hello tại Trung tâm Vạn Hạnh, Tp. HCM. Buổi giới thiệu có sự góp mặt của hàng loạt ngôi sao đình đám như Lệ Quyên, Quang Linh, Dương Triệu Vũ, Hồ Ngọc Hà, Quốc Thiên, Hương Giang, thánh catwalk Simon và hàng trăm khán giả theo dõi.

### 2024: Ngày em thắp sao trời
Tháng 12 năm 2023, Đàm Vĩnh Hưng cho ra mắt sản phẩm cuối cùng trong loạt album Dạ khúc cho tình nhân với tựa đề Cho cuộc tình đã mất.
Đêm nhạc "Ngày em thắp sao trời" của ca sĩ Đàm Vĩnh Hưng có sự tham gia của đông đảo nghệ sĩ, gồm: Lê Uyên, Mỹ Linh, Dương Triệu Vũ, Uyên Linh, Trung Quân, Trúc Nhân và nghệ sĩ saxophone Trần Mạnh Tuấn diễn ra vào hai ngày 4 tháng 5 năm 2024 tại Thisky Hall Sala thành phố Hồ Chí Minh và 18 tháng 5 năm 2024 tại Trung tâm Hội nghị Quốc gia Hà Nội.
Tối ngày 9 tháng 7 năm 2024, ca sĩ Đàm Vĩnh Hưng tung MV với tên gọi khá hài hước – 'Trời ơi mình đã có vợ rồi' với sự góp mặt của dàn khách mời gồm: Vũ Hà, Hữu Đằng, Minh Dự, Việt Phương Thoa, Long Chun, Bé 7. Trong MV, Đàm Vĩnh Hưng hóa thân vào vai Minh Hưng – chàng trai đến tuổi lập gia đình nhưng vẫn còn mải mê vui chơi cùng bạn bè.

## Tranh cãi và sự cố

#### Mâu thuẫn với Phương Thanh
Trước khi xảy ra sự kiện Phương Thanh bị "khủng bố tin nhắn", Đàm Vĩnh Hưng có mối quan hệ thân thiết trong đời sống và công việc với cô. Sau khi xảy ra sự kiện này, Phương Thanh đã đến gặp Đàm Vĩnh Hưng và nói: "Trong chuyện này, Thanh chỉ nghi ngờ Ngọc và Hưng". Đàm Vĩnh Hưng cũng xác nhận thông tin này tuy nhiên anh cho rằng Phương Thanh đang nói về Hồng Ngọc và Tuấn Hưng.
Năm 2007, khi chuyện xích mích giữa Phương Thanh và nhà báo Hương Trà được đưa ra tòa án, Đàm Vĩnh Hưng cũng được cho là đã đưa luật sư của mình để hỗ trợ Hương Trà trong việc phản biện những cáo buộc của Phương Thanh.
Năm 2008, Phương Thanh và Đàm Vĩnh Hưng đều thừa nhận cả hai đã không nói chuyện với nhau hơn một năm. Thời gian này, Phương Thanh cho rằng đã có một người ở cạnh mình bán thông tin để báo chí viết một bài xuyên tạc đời tư của cô. Bên cạnh đó việc các bài báo của Đàm Vĩnh Hưng trùng hợp với những phát biểu của Phương Thanh khiến mối quan hệ của cả hai thêm căng thẳng.
Trả lời về mối quan hệ này, Đàm Vĩnh Hưng cho rằng những mâu thuẫn đã xảy ra chỉ là hiểu lầm và mong rằng có một ngày mọi chuyện sẽ sáng tỏ. Riêng Phương Thanh khẳng định mối quan hệ này đã "hết thuốc chữa". Trong đêm trao giải Làn sóng xanh vào ngày 20 tháng 12 năm 2012, cả hai người đã chính thức làm hòa.

#### "Nhầm" ca khúc
Trong album Vol. 8, Tình ca hoài niệm (hay còn gọi là Tình ca 50) gồm những tình khúc 1954-1975, Đàm Vĩnh Hưng đã chọn thể hiện ca khúc Phố đêm, ghi trên vỏ bìa là của tác giả Nguyễn Tuấn Kiệt, nhưng lại hát ca khúc cùng tên của tác giả Tâm Anh, một ca khúc bị cấm lưu hành vì Sở Văn hóa Thông tin Thành phố Hồ Chí Minh cho là "liên quan đến lính chế độ cũ". Hưng cho biết là mình nhầm lẫn, nhưng vẫn bị phạt 30 triệu đồng, công ty sản xuất bị phạt 23 triệu đồng và đĩa nhạc bị thu hồi.
Trong album Mr. Đàm phát hành năm 2005, Hưng đã chọn thể hiện ca khúc "Em đã quên một dòng sông", ghi trên vỏ bìa là của tác giả Hải Triều, nhưng thật ra đây là một ca khúc của nhạc sĩ hải ngoại Trúc Hồ mà lúc đó chưa xin phép tác giả. Album này cũng được Trung tâm Thúy Nga đại diện phát hành tại Mỹ, nhưng rút ca khúc "Em đã quên một dòng sông" ra. Cũng trong album Mr. Đàm, ca khúc "Bạc tình" của nhạc sĩ hải ngoại Huỳnh Nhật Tân, lại bị ghi là của Nhật Đăng Khoa.

#### Khả năng chuyên môn
NSND Thanh Lam đã chê thẳng mặt Đàm Vĩnh Hưng và Hồ Ngọc Hà khi làm huấn luyện viên của The Voice 2012: "Khi tôi xem chương trình The Voice tôi cũng ngạc nhiên và không thể tưởng tượng ra Đàm Vĩnh Hưng, Hồ Ngọc Hà sẽ dạy thí sinh bằng cái gì nhỉ?" Ngày 21 tháng 8 năm 2012, Đàm Vĩnh Hưng tuyên bố: "Tôi không giả tạo, không diễn và cũng không im lặng được. Chị ấy biết mặt mũi mình đẹp ra sao thì người khác cũng cần như thế. Chấm dứt quan hệ ngay lập tức. Khỏi nhìn mặt nhau cho nhanh". Thanh Lam và Đàm Vĩnh Hưng, vì những hiềm khích phát biểu trên báo, đã tránh mặt nhau ngay cả khi hai người dùng chung sân khấu biểu diễn. Trước đó, Đàm Vĩnh Hưng thường nói Thanh Lam là thần tượng của mình..

#### Sự cố với nhận xét của nhạc sĩ Nguyễn Ánh 9
Tháng 8/2013 trong một bài phỏng vấn, nhạc sĩ Nguyễn Ánh 9 đã nhận xét khá thẳng thắn về Đàm Vĩnh Hưng, ông cho rằng: "giọng Đàm Vĩnh Hưng nửa Nam nửa Bắc, cách thức hát cũng không có và lối hát cũng vậy. Hồi xưa, Đàm Vĩnh Hưng mà đi hát thì chỉ xứng là ca sĩ loại C hát lót chứ không được vào hạng ca sĩ chính của phòng trà đâu!'.
| “              | Đàm Vĩnh Hưng chỉ được bề nổi vậy thôi, tôi không cho là ca sĩ đúng nghĩa | ” |
| — Nguyễn Ánh 9 |                                                                           |   |

Nghệ sĩ Nhân dân Trần Hiếu khẳng định: 'Cần người cảnh tỉnh cho âm nhạc nước nhà như nhạc sĩ Nguyễn Ánh 9! Còn nếu cứ ca ngợi sao này, sao kia thì sân khấu nghệ thuật Việt Nam sẽ ngày càng tù mù lắm'.
Với những lời nhận xét trên, Đàm Vĩnh Hưng cũng phản bác lại bằng một bức tâm thư trên facebook riêng của anh, với lời lẽ khá gay gắt, anh cho rằng nhạc sĩ Nguyễn Ánh 9 chỉ là một "ngụy quân tử", và những nhận xét của vị nhạc sĩ già xúc phạm đến những giải thưởng âm nhạc mà anh đang nắm giữ rất nhiều, cũng như lượng fan của anh.
| “               | Con hứa với chú 9, từ nay trở đi con sẽ không bao giờ hát bài nào của chú mặc dù con chưa bao giờ nhận được một lời nói nào của chú kiểu như chú đã trả lời phỏng vấn "năn nỉ con đừng hát nhạc của Bố" | ” |
| — Đàm Vĩnh Hưng | |   |

Phát biểu được cho là "hỗn hào" của Đàm Vĩnh Hưng gây phẫn nộ cho nhiều nghệ sĩ và dư luận. Rất nhiều độc giả cũng gay gắt cho rằng, cách ứng xử mà Đàm Vĩnh Hưng vẫn dùng là của một người thiếu văn hóa, chỉ có con buôn mới 'tốc váy lên chửi' như thế.
Nhạc sĩ Nguyễn Ánh 9 chỉ buồn cười khi đọc tâm thư của Đàm Vĩnh Hưng, ông bảo: 'muốn nói lại cũng phải có lễ phép'.

#### Lùm xùm khi viếng Đại tướng Võ Nguyên Giáp
Vào lúc 15g15' ngày 6 tháng 10 năm 2013, thay vì xếp hàng vào viếng Đại tướng Võ Nguyên Giáp trên đường Hoàng Diệu, ca sĩ Đàm Vĩnh Hưng cùng trợ lý của mình tiến thẳng vào khu vực tang lễ mà không tuân theo quy định xếp hàng. Đàm Vĩnh Hưng nhanh chóng được ưu tiên vào viếng trước ánh mắt ngỡ ngàng của nhiều cựu chiến binh, thương bệnh binh và người dân Việt Nam.
Trả lời với phóng viên báo Đất Việt, đồng chí cảnh vệ trong tang lễ Đại tướng Võ Nguyên Giáp nói: "Trước khi đến viếng, ca sĩ Đàm Vĩnh Hưng đã liên lạc trước, thành ra là khách nên được ưu tiên".

#### Đóng giả bác sĩ Cát Tường
Ngày 31 tháng 10 năm 2013, trong bữa tiệc hoá trang Halloween. Đàm Vĩnh Hưng diện áo blouse trắng, mang biển tên "Bác sĩ Cát Tường", đeo ống nghe khám bệnh cho ca sĩ Lệ Quyên. Hành động này gợi liên tưởng tới vụ án bác sĩ thẩm mỹ phi tang xác nạn nhân gây rúng động dư luận.
Sau đó Đàm Vĩnh Hưng đã có "Đơn trình bày" gửi tới Cục Nghệ thuật Biểu diễn để giải thích việc anh mặc áo blouse có đính tên bác sĩ Cát Tường.

#### Lùm xùm trong phát ngôn ứng xử
Tối 16 tháng 9 năm 2021, Đàm Vĩnh Hưng cùng Hoài Linh, Thủy Tiên và loạt sao Việt bị VTV nêu tên trong phóng sự "Câu chuyện văn hóa: Nghệ sĩ và văn hóa ứng xử" do nhiều lùm xùm trong phát ngôn ứng xử của giới giải trí Việt cả ngoài đời lẫn trên mạng xã hội.

#### Bị tấn công tại Mỹ
Vào tối ngày 18 tháng 7 năm 2010, Đàm Vĩnh Hưng bị Lý Tống đóng giả thành phụ nữ tấn công khi đang hát tại sân khấu Trung tâm Hội nghị Santa Clara, California, Mỹ. Sau đó, những khán giả trung niên và lớn tuổi không đồng tình cho Hưng biểu diễn tại Mỹ. Đã có những cuộc biểu tình và cả những kế hoạch được lập ra nhằm tìm mọi cách gây áp lực, yêu cầu ban tổ chức hủy bỏ chương trình có Đàm Vĩnh Hưng tham gia.
Theo tờ Mercurynews, nhiều người ủng hộ Lý Tống, trong đó có cả các chính trị gia có tiếng tăm ở địa phương, đã kêu gọi trả tự do cho ông này.. Ông Tống hy vọng bồi thẩm đoàn sẽ xóa tội hành hung dựa trên lý do ông "bảo vệ cộng đồng hải ngoại chống lại đại diện của chính quyền cộng sản hà khắc". Tuy nhiên, thẩm phán Andrea Y. Bryan vẫn tuyên phạt Lý Tống sáu tháng tù và ba năm quản chế.
Việc Đàm Vĩnh Hưng bị người Việt ở Hoa Kỳ phản đối mạnh mẽ là do ca sĩ này bị coi là tuyên truyền cho Nhà nước Việt Nam. Hưng được nhà nước Việt Nam tuyên dương và hát một số bản nhạc mang tính chính trị, cầm cờ đứng hát, là điều mà nhiều người Việt tại Hoa Kỳ 'rất dị ứng'. Phát biểu "Tôi sẵn sàng tha thứ cho Lý Tống" của Hưng bị coi là một cử chỉ khiêu khích.

#### Hôn môi nhà sư
Trong buổi đấu giá gây quỹ từ thiện cho ca sĩ Wanbi Tuấn Anh chữa bệnh tại phòng trà Không Tên ngày 4 tháng 11 năm 2012, Hưng đã mang chai rượu của một khán giả tặng cho anh để đấu giá và tuyên bố rằng "Ai là người thắng cuộc thì sẽ nhận được chai rượu và... hai nụ hôn của Đàm Vĩnh Hưng". Kết quả, người chiến thắng trong cuộc đấu giá là hai nhà sư với giá thắng là 55 triệu đồng. Sau đó, Hưng đã hôn vào môi nhà sư trẻ và hôn tay cho nhà sư lớn tuổi hơn. Hai nhà sư này sau đó nhận án phạt "biệt chúng" từ các chư tăng trong thời gian 3 tháng. Nhà sư trẻ tuổi hôn môi với Hưng sau đó đã xin hoàn tục vì hoàn cảnh gia đình và được chấp thuận.
Trong bức thư gửi đến báo chí vào ngày 9 tháng 11, Hưng đã gửi lời xin lỗi đến khán giả, các tăng ni, Phật tử. Ngày 14 tháng 11 năm 2012, Thanh tra của Bộ Văn hóa, Thể thao và Du lịch Việt Nam đã mời Hưng ra Hà Nội để giải trình, sau đó xử phạt hành chính anh 5 triệu đồng vì hành vi hôn môi nhà sư bị đánh giá là phản cảm. Sau đó, trong một bức thư khác được cho là của Hưng, anh đã tiết lộ rằng chính nhà sư trẻ đã chủ động đưa môi và yêu cầu thực hiện và một số chi tiết tiêu cực về cá nhân của nhà sư trẻ này.

#### Tứ đại danh lũ
Từ tháng 8 năm 2021, Đàm Vĩnh Hưng bị bà Nguyễn Phương Hằng gọi tên, liệt vào danh sách "Tứ đại danh lũ", vì những lùm xùm liên quan đến việc kêu gọi tiền từ thiện. Số tiền nghi vấn trên thực tế lên đến hơn 96 tỉ đồng, chênh lệch rất nhiều so với con số 1,8 tỉ đồng mà Đàm Vĩnh Hưng tự công bố trước đó.
Tháng 9 năm 2021, VTV và báo Công an Nhân dân đã có những động thái nói lên ý kiến xoay quanh vấn đề khuất tất trong việc kêu gọi từ thiện của Hưng và nhiều nghệ sĩ.
Tháng 10 năm 2021, Cục Cảnh sát hình sự (Bộ công an) đã yêu cầu ngân hàng rà soát, sao kê chi tiết tài khoản của ca sĩ Đàm Vĩnh Hưng cùng nhiều nghệ sĩ khác vì thiếu minh bạch trong quá trình giải ngân tiền từ thiện. Ngày 15 tháng 10 năm 2021, Cục Cảnh sát hình sự đã mời các nghệ sĩ Đàm Vĩnh Hưng, Thủy Tiên, Trấn Thành, Đại Nghĩa... lên làm việc về vấn đề quyên góp thiện nguyện. Ngày 21 tháng 1 năm 2022, Cục Cảnh sát hình sự (Bộ công an) đã tuyên bố không khởi tố vụ án hình sự với các cá nhân nêu trên do không có dấu hiệu phạm tội.

#### Ngã từ sân khấu tại Mỹ
Vào tháng 02 năm 2024, Đàm Vĩnh Hưng có biểu diễn trên sân khấu tại Mỹ. Trong lúc leo lên vị trí cao để khán giả dễ nhìn thấy, Hưng đã bất cẩn trượt ngã, bị thương ở chân, phải nhập viện khâu rất nhiều mũi và bị mất 4 ngón chân. Vì bị vết thương sâu ở bàn chân, ảnh hưởng việc di chuyển nên bác sĩ chẩn đoán Hưng cần nghỉ ngơi hơn 1 tháng, nên các liveshow tổ chức trong tháng 3 năm 2024 sẽ bị hủy hoặc hoãn.
Đến tháng 11 năm 2024, Đàm Vĩnh Hưng đệ đơn khởi kiện đòi bồi thường về vụ tai nạn lên tòa án Mỹ. Tuy nhiên, đến đầu tháng 12 năm 2024, Đàm Vĩnh Hưng rút lại đơn kiện. Sau khi rút đơn kiện, Đàm Vĩnh Hưng bị ông Gerard Richard Williams yêu cầu bồi thường 1 USD và xin lỗi công khai; vụ kiện sau đó đã được phục hồi và phía Đàm Vĩnh Hưng đã thay đổi luật sư.
Ngày 21 tháng 12 năm 2024, ông Gerard Williams nộp bổ sung 338 trang vào đơn khởi kiện. Ông cáo buộc Đàm Vĩnh Hưng thiếu thận trọng khi tự ý trèo lên đài phun nước, gây thiệt hại về tài sản nhà ông; ông và gia đình đã tài trợ cho các show diễn của Đàm Vĩnh Hưng, hỗ trợ tiền viện phí khi Đàm Vĩnh Hưng nhập viện; ông cũng cho biết, Đàm Vĩnh Hưng đã đi diễn 27 show nhưng lại nói bị tàn phế và đòi bồi thường. Phía luật sư của ông Gerard Williams cũng đưa ra bằng chứng Đàm Vĩnh Hưng kiếm được 30.000 – 50.000 USD và nhận được tài trợ nhưng lại khẳng định bị hủy hoại sự nghiệp và mất thu nhập Tháng 2 năm 2025, Tòa án bang California quận Orange quyết định nhập 2 vụ kiện thành 1 vì đều cùng sự việc và có chung dữ kiện
Ngày 23 tháng 6 năm 2025, Đàm Vĩnh Hưng nộp bản tuyên thệ dài 15 trang đến Tòa thượng thẩm bang Califorina nhằm tố vợ chồng Bích Tuyền đe dọa con trai và mẹ anh, gây tổn hại danh tiếng, đồng thời phản đối ông Gerard Williams và yêu cầu được công nhận đơn xin rút lại đơn kiện. Trong bản tuyên thệ, Đàm Vĩnh Hưng cho biết anh thuê Công ty Luật Wilshire giải quết vụ việc nhưng do bất đồng ngôn ngữ với các luật sư và không nắm rõ hệ thống tư pháp Mỹ nên anh bị phía vợ chồng ông Gerard Williams lừa dối, thao túng tâm lý với anh để thoát khỏi vụ kiện mà không phải bồi thường hay đàm phán. Đàm Vĩnh Hưng cũng đã thay đổi luật sư và bác yêu cầu rút đơn kiện có định kiến.

#### Trang phục
Trong đêm nhạc "Ngày em thắp sao trời", Đàm Vĩnh Hưng lại để xảy ra sự cố gây khó chịu cho người xem về trang phục biểu diễn. Đàm Vĩnh Hưng được cho là đã mặc trang phục phỏng theo đồng phục của sĩ quan SS – lực lượng trực tiếp diệt chủng, tra tấn, của Đức Quốc xã. Ngoài ra Đàm Vĩnh Hưng còn mang các huy hiệu, huy chương mang tính phản cảm trên sân khấu. Bà Trần Thị Diệu Thúy – phó Chủ tịch Ủy ban nhân dân Thành phố Hồ Chí Minh đã quyết định xử phạt hành chính với Đàm Vĩnh Hưng ở mức tiền phạt là 27,5 triệu đồng, đồng thời, áp dụng hình thức xử phạt bổ sung là đình chỉ hoạt động biểu diễn (kể cả trong nước và nước ngoài) và ra mắt sản phẩm trong 09 tháng theo quy định tại Nghị định số 38/2021/NĐ-CP ngày 29 tháng 3 năm 2021 của Chính phủ.

#### Bị lừa đảo chiếm đoạt tiền
Chiều ngày 8 tháng 8 năm 2024, Đàm Vĩnh Hưng bị các đối tượng xấu gọi điện mạo danh công an hỗ trợ định danh nhằm chiếm đoạt hơn 200 triệu đồng.

## Đời tư
Đàm Vĩnh Hưng từng có cuộc hôn nhân bí mật với nữ doanh nhân Liên Phạm (sinh năm 1954). Hai người kết hôn năm 2004, và đến năm 2021 thì bà quyết định nộp đơn ly hôn Đàm Vĩnh Hưng. Hai người không có con chung Tháng 4 năm 2022, Tòa thượng thẩm Quận Cam, California, chính thức phán quyết kết thúc cuộc hôn nhân hợp pháp của Đàm Vĩnh Hưng và Liên Phạm tại Mỹ.
Đàm Vĩnh Hưng có 3 người con, gồm 2 con nuôi và 1 con ruột. Năm 2022, Đàm Vĩnh Hưng công bố danh tính rõ nét đứa con quý tử của mình – Polo Huỳnh. Hình ảnh bé Polo ngày càng xuất hiện rộng rãi và đặc biệt ở sự kiện Ngôi Sao Của Năm 2022 Đàm Vĩnh Hưng và con trai Polo Huỳnh cùng xuất hiện tại lễ trao giải. Ở chương trình lần này, quý tử của Đàm Vĩnh Hưng đoạt giải Hot Kid của năm với nhiều lượt bình chọn nhất từ khán giả và hội đồng chuyên môn.
Đàm Vĩnh Hưng luôn bị nghi ngờ có quan hệ đồng tính với các nghệ sĩ nam.

## Danh sách đĩa nhạc

### Album phòng thu
1. Vol. 1 – Tình ơi xin ngủ yên (2001)
2. Vol. 2 – Bình minh sẽ mang em đi (2001)
3. Vol. 3 – Một trái tim tình si (2002)
4. Vol. 4 – Bao giờ người trở lại... Hãy đến đây đêm nay (2002)
5. Vol. 5 – Giọt nước mắt cho đời (2003)
6. Vol. 6 – Hưng (2004)
7. Vol. 7 – Mr. Đàm (2005)
8. Vol. 8 – Tình ca hoài niệm (2006) với 12 tình khúc 1954 – 1975 nổi tiếng
9. Vol. 9 – Giải thoát (2007)
10. Vol. 10 – Lạc mất em (2007)
11. Vol. 11 – Hạnh phúc cuối (2008)

### Album nhạc xưa
1. Dạ khúc cho tình nhân 1 – Hạnh phúc lang thang (2008)
2. Dạ khúc cho tình nhân 2 – Qua cơn mê (2008)
3. Dạ khúc cho tình nhân 3 – Những bài ca không quên (2010)
4. Dạ khúc cho tình nhân 4 – Cuộc tình đã mất (2011)
5. Dạ khúc cho tình nhân 5 – Xót xa (2011)
6. Dạ khúc cho tình nhân 6 – Xóa tên người tình (2013)
7. Dạ khúc cho tình nhân 7 – Chờ đông (2013)
8. Dạ khúc cho tình nhân 8 – Tình bơ vơ (2017)
9. Dạ khúc cho tình nhân 9 – Chuyện loài hoa dang dở (2020)
10. Dạ khúc cho tình nhân 10 – Cho cuộc tình đã mất (2023)

### Album biên tập
1. Vùng trời bình yên – với Hồng Ngọc (2002)
2. Phôi pha (2003)
3. Bước chân mùa xuân (2008)
4. Mùa Noel đó (2009)
5. Khoảng cách (2010)
6. Sa mạc tình yêu – với Thanh Lam (2011)
7. Anh còn nợ em (2011)
8. Ca dao mẹ (2011)
9. 3H (2011)
10. Góc khuất (2012)
11. Tuổi hồng thơ ngây (2012)
12. Chúc xuân – Bên em mùa xuân (2012)
13. Tình buồn của H (2014)
14. Làm sao anh biết (2014)
15. Ô kìa... (2014)
16. Khắc (2015)
17. Lời con dâng chúa (2015)
18. Tình ca mùa đông (2015)
19. Tình không biên giới (2016)
20. Yêu tận cùng, đau tận cùng (2018)
21. Một mình có sao đâu (2018)

## Các buổi diễn
Tiêu biểu:
1. Trái tim hát (2003)
2. Giờ H (17, 18, 19/12/2004)
3. Thương hoài ngàn năm (2007)
4. Dạ tiệc trắng (2008)
5. Người tình (2009)
6. Vũ khúc mùa đông (2010)
7. Mr. Đàm by night (2011)
8. Số phận – kỷ niệm 15 năm ca hát (2012)
9. Thương hoài ngàn năm 2 (2014)
10. Diamond Show (2016)
11. Sài Gòn Bolero và Hưng (2017)
12. Liveshow Ngày em thắp sao trời (2024)[92]

## Truyền hình thực tế
- Giọng hát Việt mùa 1, 2, 3 (2012, 2013, 2015)
- Nhân tố bí ẩn (mùa 1) – X Factor (2014)
- Tôi có thể – I can do that (2015)
- Bước nhảy ngàn cân (mùa 2) (2016)
- Tuyệt đỉnh song ca – Cặp đôi vàng mùa 1, 2, 3 (2016, 2017, 2018)
- Trời sinh một cặp (2017)
- Thần tượng Bolero (2017)
- Giọng ca bất bại (2018)
- Gương mặt thân quen (mùa 6) (2018)
- Hoa hậu Thế giới Việt Nam – Miss World Việt Nam (2019)
- Tỏa sáng cùng sao nhí (2020)
- Solo cùng Bolero (2015, 2021)
- Và một số chương trình khác

## Giải thưởng
Xem chi tiết: Danh sách giải thưởng và đề cử của Đàm Vĩnh Hưng